# Wedego Lotze
Wedego Lotze, auch Lötz oder Loetze, († nach 1525) war Kaufmann und Bürgermeister in Greifswald. Zusammen mit seinem Sohn Henning Lotze wurde er durch den Konflikt mit Ulrich von Hutten überregional bekannt.

## Leben
Wedego Lotze entstammte einer Greifswalder Patrizierfamilie. Er war ein Sohn von Henning Lotze dem Älteren. Er immatrikulierte sich 1459 an der Universität Greifswald und wurde 1466 zum Baccalaureus artium promoviert. 1476 wurde er Ratsherr und 1485 Bürgermeister von Greifswald.
Um 1491 wurde gegen den Bürgermeister Wedego Lotze wegen des Todes des Studenten Gerhard Berndes geklagt. Dieser war von städtischen Nachtwächtern gefangen genommen worden und im Gefängnis verstorben. Da Lotze weiter Bürgermeister blieb, ist von einem Freispruch auszugehen. Im Jahr 1525, in dem es nach Streitigkeiten wegen der städtischen Verfassung in Greifswald zu Unruhen kam, legte er wegen seines hohen Alters sein Amt nieder. Sein Nachfolger wurde Caspar Bünsow.
Söhne von Wedego Lotze waren Michael Lotze, der nach dem Tod des Vaters das Handelsgeschäft weiterführte, und Henning Lotze († nach 1539), Professor der Rechte an der Universität Greifswald.

## Konflikt mit Ulrich von Hutten
Sein Sohn Henning hatte zum Wintersemester 1509/1510 den mittellosen Studenten Ulrich von Hutten in sein Haus aufgenommen und finanziell unterstützt. Als Hutten sich offenbar bald genötigt sah, Greifswald wieder zu verlassen, suchten Vater und Sohn Lotze als seine Gläubiger dies zu verhindern. Nachdem Hutten Greifswald verlassen hatte, ließen sie ihn durch Amtsdiener verfolgen und, unter Berufung auf ihr Pfandrecht, seine gesamte Habe abnehmen. Das schloss trotz des strengen Winters seine Kleidung mit ein. Hutten gelang es nach Rostock zu kommen, wo er den Konflikt mit den Lotze in den Querelae in Wedegum Loetz et filium eius Henningum auf literarischem Wege aufbereitete.